# Carlos Calderón de la Barca
Carlos Calderón de la Barca Perea, né le 2 octobre 1934 à Mexico au Mexique et décédé en septembre 2012, est un joueur de football international mexicain qui évoluait au poste d'attaquant.

## Biographie

### Carrière en sélection
Avec l'équipe du Mexique, il joue 8 matchs et inscrit 3 buts entre 1956 et 1958. 
Il figure dans le groupe des sélectionnés lors de la Coupe du monde de 1958. Lors du mondial, il joue un match contre la Suède.